# Joanna Olczak Ronikier
Joanna Olczak Ronikier (Varsavia, 12 novembre 1934) è una scrittrice polacca.

## Biografia
Joanna Olczak è nata il 12 novembre 1934 a Varsavia da una famiglia ebrea polacca, figlia di Tadeusz Olczak e Hanna Mortkowicz (1905–1968), famosa poetessa e scrittrice. Anche sua nonna materna Janina Mortkowicz (1875–1960) era una scrittrice, mentre suo marito Jakub Mortkowicz (1876–1931) era un editore di libri. Joanna Olczak Ronikier è anche imparentata con Maksymilian Horwitz, politico, e Kamilla Kancewicz, medico.
Nel 1994 ha scritto una monografia su Piwnica pod Baranami e quattro anni dopo una biografia su Piotr Skrzynecki, fondatore di cabaret. Olczak Ronikier è anche autrice di molti drammi, tra cui Ja-Napoleon (Teatro Dramatyczny, Varsavia; 1968) e Z biegiem lat, z biegiem dni... (Teatro Stary, Cracovia; 1978).
È stata sposata due volte: con un giornalista tedesco Ludwig Zimmerer (1924–1987), hanno avuto una figlia, Katarzyna Zimmerer (nata nel 1961); e con un traduttore polacco Michał Ronikier (nato nel 1939).

## Riconoscimenti

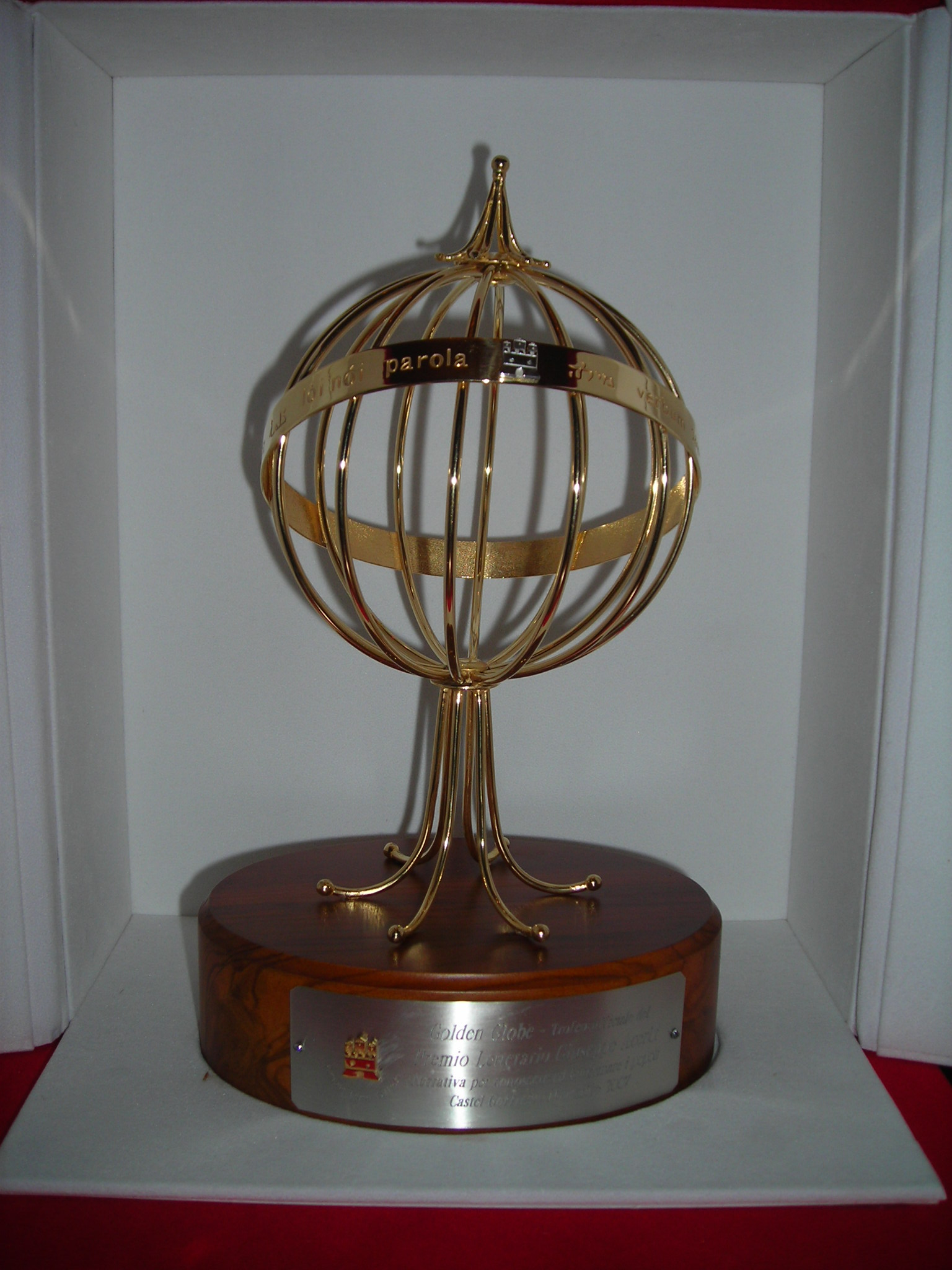
Premio letterario Giuseppe Acerbi.

- Nel 2002 il suo libro di memorie sulla storia della sua famiglia W ogrodzie pamięci ha vinto il Nike Award e nel 2011 ha ricevuto il Klio Award per la biografia di Janusz Korczak.
- Nel 2011 si è aggiudicata il Premio letterario Giuseppe Acerbi con il romanzo Nel giardino della memoria.